# ميخائيل ماكان (محامي)
ميخائيل ماكان (بالإنجليزية: Michael McCann) هو كاتب حول الرياضة ومحامي أمريكي، ولد في 28 مارس 1976 في لورانس في الولايات المتحدة.